# Redgauntlet
Redgauntlet è un romanzo di Walter Scott, scritto e pubblicato nel 1824.
In esso l'autore abbandona momentaneamente gli sfondi inglesi o medievali dei romanzi immediatamente precedenti, per tornare all'ambiente (la Scozia del Settecento) dei suoi esordi come narratore; Redgauntlet è l'ultimo dei romanzi giacobiti (Waverley, Il nano nero, Vecchia mortalità, Rob Roy), imperniati sul conflitto fra i sostenitori della dinastia Stuart (i cosiddetti giacobiti, aristocratici e, in religione, anglicani o cattolici) e quelli dalla dinastia Hannover (borghesi e calvinisti). Non molto famoso presso il grande pubblico (non ne esistono traduzioni italiane, dopo quelle ottocentesche), è tuttavia considerato dalla critica il migliore fra gli ultimi romanzi di Scott.

## Trama
L'azione si svolge nel 1765, venti anni dopo il fallimento della rivolta giacobita guidata dal principe Carlo Edoardo Stuart, l'ultimo erede della dinastia.
I due protagonisti sono Darsie Latimer (un orfano tenuto all'oscuro delle sue origini dai tutori) e il giovane avvocato Alan Fairford, legati da profonda amicizia nonostante la differenza di carattere (romantico e sognatore Darsie, disincantato ed ironico Alan). Darsie, durante una vacanza lungo il Border (confine tra Scozia e Inghilterra), fa conoscenza con alcuni singolari personaggi: il Signore dei Laghi, un nobile giacobita costretto a vivere quasi in clandestinità, assieme ad una sua nipote (la Dama dal Mantello Verde), l'ospitale quacchero Joshua Geddes e il violinista cieco Willie Steenson, che racconta a Darsie una tenebrosa leggenda su Robert Redgauntlet, sanguinario sostenitore degli Stuart (questo racconto, il Wandering Willie Tale, in dialetto scozzese, è stato spesso pubblicato a parte ed è considerato una delle migliori storie di fantasmi mai scritte).
Anche se, prima Alan e poi la Dama dal Mantello Verde lo hanno ammonito di un misterioso pericolo che incombe su di lui, Darsie, per amicizia verso Joshua Geddes,  è coinvolto in un tafferuglio, durante il quale viene stordito e rapito.
Al risveglio, Darsie si scopre prigioniero del Signore dei Laghi e, gradualmente, scopre la verità sulle sue origini: egli è in realtà sir Arthur Darsie di Redgauntlet, pronipote di Robert e figlio di un giacobita giustiziato nel 1745; la Dama dal Mantello Verde è sua sorella Lilas; il Signore dei Laghi è suo zio Edward (noto anche come Herries di Birrenstock), che vuole averlo al suo fianco in una nuova rivolta contro gli Hannover. Intanto, Alan, appresa la notizia del rapimento dell'amico proprio mentre stava sostenendo la sua prima causa, abbandona subito Edimburgo e il suo cliente Peter Peebles (un ex mercante di stoffe rovinato dalla sua mania per le cause, esasperante per i suoi stessi avvocati) e inizia una sua inchiesta personale, nel corso della quale viene in contatto con una serie di figure pittoresche, quali il contrabbandiere Tam Trumbull (che nasconde le sue attività illegali dietro l'apparenza di un severo puritano), l'ex pirata Nanty Edward e il misterioso gesuita padre Bonaventura (in realtà il pretendente Carlo Edoardo Stuart, tornato clandestinamente in Inghilterra per assumere il comando dei ribelli).
Quasi tutti i personaggi del romanzo si trovano riuniti all'osteria di Crackenporth, quartier generale dei giacobiti. Qui, la rivolta fallisce prima ancora di cominciare: prima, Carlo Edoardo è abbandonato dai suoi perché rifiuta di allontanare la sua amante, poi Redgauntlet è tradito dal suo servitore Cristal Nixon, che avverte le autorità della congiura. Il generale inglese Campbell, non volendo creare dei martiri, lascia il pretendente ed Edward Redgauntlet liberi di partire per l'esilio.
Darsie entra in possesso del suo titolo e, col consenso di suo zio, giura fedeltà agli Hannover; Alan sposa Lilas; Edward si fa frate e muore priore del suo monastero.

## Struttura
Il libro ha una struttura insolita: l'inizio è in forma di romanzo epistolare, con la corrispondenza fra Alan e Darsie, poi, dopo alcuni capitoli in cui Alan racconta in prima persona il suo rapimento e la sua prigionia, la vicenda è raccontata in terza persona fino alla conclusione.

## Critica
Redgauntlet è considerato dai critici il più autobiografico dei romanzi di Scott, che per il libro si è ispirato alle proprie esperienze come avvocato e alle sue vacanze giovanili nel Border. In Alan, l'autore ha rappresentato se stesso; in Darsie gli amici William Clerk e Charles Kerr; nel burbero Saunders Fainford, padre di Alan, il proprio padre; nell'amore di Alan per la Dama dal Mantello Verde il proprio amore di gioventù per Willialmina Belsches.

## Curiosità
Una statua di Peter Peebles, il più riuscito fra i personaggi minori del libro, si trova a Edimburgo sulla facciata del grande monumento a Walter Scott.